# Lothar Höfgen

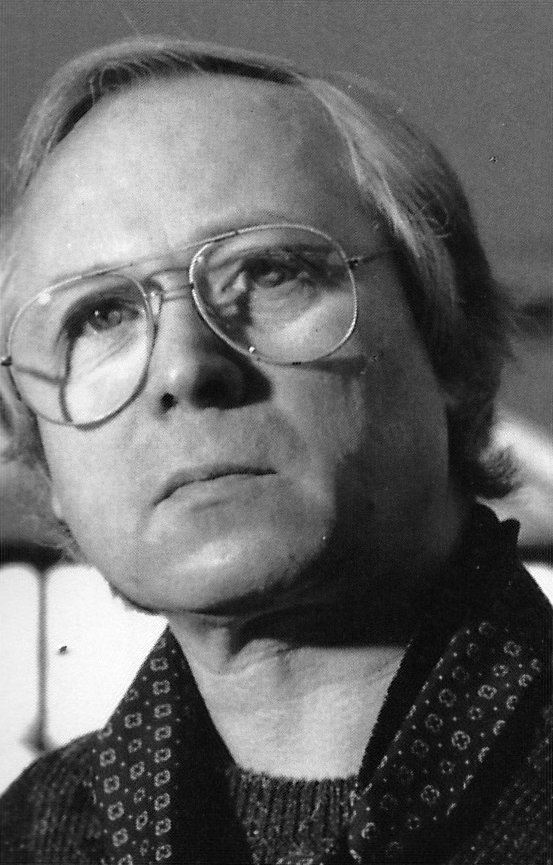
Lothar Höfgen (1988)

Lothar Höfgen (* 27. Mai 1936 in Wiesbaden) ist ein deutscher Tänzer, Choreograf und Ballettdirektor.

## Karriere
Lothar Höfgen begann seine Ausbildung im Alter von 9 Jahren an der Ballettschule des Staatstheaters Wiesbaden. Zu seinen Lehrern und Förderern zählen u. a. Edgar von Pelchrziem, Peter Roleff, Hedy Dähler, Peter van Dyk, Aurelio von Milloss sowie Maurice Béjart. Seine Engagements führten ihn zunächst 1952 an die städtischen Bühnen Nürnberg, danach 1953 an das Nationaltheater Mannheim, 1954 an das Stadttheater Lübeck, 1955 als Solist an das Stadttheater Mainz und schließlich 1959 an die Städtischen Bühnen Köln. Von 1966 an war er Ballettmeister am Badischen Staatstheater Karlsruhe, 1970 bis 1973 war er Ballettmeister am Stadttheater Bonn und ab 1978 Ballettdirektor der Niedersächsischen Staatsoper Hannover.
Er ist Gründungsmitglied der Ballettgesellschaft Hannover und Initiator für den Internationalen Wettbewerb für Choreographie, Hannover.